# Luc Boltanski
Luc Boltanski (Parijs, 4 januari 1940) is een Frans socioloog en professor aan de École des hautes études en sciences sociales (EHESS) te Parijs. Oorspronkelijk een leerling van Pierre Bourdieu, is Boltanski zich gaan afzetten tegen diens werk. Tegenover Bourdieu's 'kritische sociologie', staat Boltanski, samen met Laurent Thévenot, bekend als vertegenwoordigers van de 'pragmatische sociologie van de kritiek'.

## Leven
Boltanksi werd geboren in Frankrijk in een familie van Russische afkomst, met een joodse vader en christelijke moeder. Zijn vader was dokter en moest tijdens de Tweede Wereldoorlog onderduiken. Zijn moeder werd na de oorlog schrijfster en had sympathieën voor de Franse Communistische Partij. Tijdens de Algerijnse Oorlog was Boltanski een militant antikolonialist. Vervolgens sloot hij zich in de jaren vijftig aan bij de Union de la Gauche Socialiste.
Boltanski studeerde sociale wetenschappen aan de Sorbonne in Parijs. Hij werkte zijn Thèse de troisème cycle af in 1968, met Raymond Aron als promotor. Prime éducation et morale de classe werd vervolgens in 1969 gepubliceerd en al snel in het Spaans en Italiaans vertaald. In 1981 verkreeg Boltanksi zijn Doctorat d'État voor zijn thesis Les cadres. La formation d'un groupe social, onder begeleiding van Pierre Ansart. Doorheen zijn carrière is Boltanski verbonden gebleven met de École des hautes études en sciences sociales (EHESS). Daar bekleedde hij vervolgens de positie van Chef de travaux (1965-1969), Maître de conférences (1970-1981) en Directeur d'études (sinds 1982). Tussen 1965 en 1984 was hij ook lid van het Centre de Sociologie Européenne, onder directie van Bourdieu. Boltanski richtte ook mee het tijdschrift Actes de la recherche en sciences sociales op.
Rond 1985 begon hij echter afstand te nemen van Bourdieu's kritische sociologie om er zijn eigen project van een 'pragmatische sociologie van de kritiek' tegenover te plaatsen. Zo creëerde hij in 1985, samen met Laurent Thévenot, de Groupe de Sociologie Politique et Morale (GSPM) aan de EHESS, waarvan hij ook directeur was tussen 1985 en 1992. De aandacht van zijn onderzoek verschoof hierdoor ook. Terwijl dat tussen 1965 en 1982 vooral gericht was op een sociologie van sociale klasses en sociale stratificatie, ging hij zich vanaf 1983 bezighouden met een sociologisch onderzoek naar de verschillende invulling van de notie van rechtvaardigheid en de transformatie van het kapitalisme tussen de vroege jaren 1960 en de late jaren 1990.
In 2009 participeerde Boltanski aan de sociëteit Louise Michel, die nauw aansloot bij de Nouveau Parti anticapitaliste. Hij is de broer van beeldend kunstenaar Christian Boltanski.

## Werk

### Vroeg werk
Het vroege werk van Boltanski ligt nog sterk in lijn met de thematieken zoals die ook terug te vinden zijn bij Pierre Bourdieu. In Les cadres (1982) doet Boltanksi een onderzoek naar de specifieke sociale groep van leidinggevenden of cadres (managers, directeurs, enz.). Deze groep definieert zich volgens Boltanski doordat het zichzelf voorstelt als een nieuwe klasse, die noch tot de burgerij noch tot het proletariaat valt te reduceren. De leden ervan worden vaak getypeerd als hoogopgeleid, ambitieus en (politiek en economisch) invloedrijk. Toch legt Boltanski, op basis van de interviews die hij heeft afgenomen, ook de nadruk op hun interne diversiteit. In die zin is het beeld van interne homogeniteit dat deze klasse zelf propageert dus incorrect. Boltanski steunt in zijn werk sterk op de Franse context en het is dus een open vraag of zijn inzichten ook geldig zijn voor andere landen.

### Sociologie van rechtvaardigingsregimes
In latere werken neemt Boltanski meer afstand van het werk van Bourdieu. In L'amour et la justice comme compètences (1990) is deze breuk bijvoorbeeld duidelijk. Boltanski probeert expliciet afstand te nemen van wat hij ziet als de problematische scientistische, positivistische en fatalistische aspecten van Bourdieu's kritische sociologie. Terwijl bij de kritische sociologie de bestudeerde actoren vaak worden weggezet als onwetend - en de socioloog moet dan juist aantonen wat er echt op het spel staat - wil Boltanski juist wijzen op hoe ook alledaagse mensen vaak enthousiast en kritisch in discussie gaan over verschillende invullingen van wat rechtvaardig is. De socioloog moet dus juist analyseren wat de alledaagse vormen van normativiteit zijn die meespelen in sociale handelingen.
Deze thematiek staat ook centraal in Boltanski's werk met Laurent Thévenot, met name in De la justification (1991). Ook daarin staat het idee centraal dat alle sociale actoren kritische, morele en beoordelende capaciteiten hebben en deze ook gebruiken in het dagelijkse leven. Elke poging vanuit de sociale wetenschappen om een hiërarchie te installeren tussen alledaagse kennis en sociaal-wetenschappelijke kennis verwerpen de auteurs dan ook. Zo'n hiërarchisch onderscheid is immers epistemologisch foutief, methodologisch contraproductief, sociologisch onhoudbaar, politiek neerbuigend en filosofisch fatalistisch. Er is met andere woorden geen epistemologische breuk, zoals Bourdieu in navolging van Gaston Bachelard lijkt aan te nemen. De alledaagse reflecties van de actoren zijn juist een voorwaarde, geen obstakel, om tot een goed begrip en rechtvaardiging te komen van de normativiteit van sociale systemen.
De centrale claim van De la justificiation is bovendien dat er verschillende morele ordes zijn, die elk hun eigen regime van rechtvaardiging en eigen beoordelingsmethode hebben. Boltanski en Thévenot onderscheiden zes cités of werelden: de geïnspireerde wereld, de huishoudelijke wereld, de burgerlijke wereld, de wereld van opinie en roem, de marktwereld en de industriële wereld. Qua waarde staan in deze wereld respectievelijk de passie, het vertrouwen, de solidariteit, de erkenning, de ruilwaarde en de productiviteit centraal. Tegelijkertijd kunnen deze wereld ook verbonden worden met filosofische geschriften, respectievelijk van Augustinus van Hippo, Jacques-Bénigne Bossuet, Jean-Jacques Rousseau, Thomas Hobbes, Adam Smith en Henri de Saint-Simon. Of schematisch uitgedrukt:
| Wereld (cité)             | Waarde         | Filosofische constitutie |
| ------------------------- | -------------- | ------------------------ |
| Geïnspireerde wereld      | Passie         | Augustinus van Hippo     |
| Huishoudelijke wereld     | Vertrouwen     | Jacques-Bénigne Bossuet  |
| Burgerlijke wereld        | Solidariteit   | Jean-Jacques Rousseau    |
| Wereld van opinie en faam | Erkenning      | Thomas Hobbes            |
| Marktwereld               | Ruilwaarde     | Adam Smith               |
| Industriële wereld        | Productiviteit | Henri de Saint-Simon     |

### De nieuwe geest van het kapitalisme
Het boek Le nouvel esprit du capitalisme (1999), dat Boltanski samen schreef met Ève Chiapello is misschien wel het bekendste boek van Boltanski en werd in Frankrijk een ware bestseller. In hun boek stellen Boltanski en Chiapello dat er sprake is van een 'nieuwe geest van kapitalisme', alluderend op Max Webers klassieke studie Die protestantische Ethik und der Geist des Kapitalismus (1904-1905). Concreet maken de auteurs een onderscheid tussen drie geesten van het kapitalisme:
1. Familiekapitalisme: in vroegmoderne maatschappijen stond het burgerlijk individu als ondernemer centraal en verkreeg het zijn ideologische rechtvaardiging via de huishoudelijke wereld (zie boven). Het is deze geest die ook centraal staat bij Weber.
2. Industrieel of organisationeel kapitalisme: Ontstaan rond de crisis van de jaren 1930, staat in dit stadium de manager centraal. Het bestaat uit een combinatie van fordisme en Keynesianisme, dat de auteurs interpreteren als een afweging tussen de burgerlijke wereld van Jean-Jacques Rousseau en de industriële wereld van Henri de Saint-Simon. Het wordt verder gekenmerkt doordat ook de arbeidersklasse het beter kregen, sociale mobiliteit toenam en het ontstaan van een relatief autonome beroepsbevolking in de publieke sector, de wetenschap en de kunst.
3. De nieuwe geest van het kapitalisme: in deze periode komt de marktwereld centraal te staan en komen begrippen zoals flexibiliteit, creativiteit en mobiliteit. Ze linken het ook met neoliberalisme en neomanagerialisme. Vanaf de jaren 1970 kwam daar bovendien ook nog de toenemende rol van financiële markten bij.

Kenmerkend voor deze nieuwe geest van het kapitalisme is volgens de auteurs dat ze er in geslaagd zijn om de subversieve krachten, die het kapitalisme juist wilden ondermijnen, te incorporeren. De oproep van mei 68 tot meer zelfontplooiing en creativiteit is bijvoorbeeld opgenomen onder het mom dat de werknemer zich in zijn werk zou kunnen ontplooien. De ecologische kritiek is dan weer geïncorporeerd doordat het kapitalisme nu simpelweg ecologische producten, die kunnen dienen om een ecologische identiteit op te bouwen, verkoopt. De nieuwe geest van het kapitalisme slaagt er dus volgens de auteurs in de vier gronden van klassieke kritiek te incorporeren: inauthenticiteit, onderdrukking (beide als deel van de artistieke kritiek), en ongelijkheid en egoïsme (beide als deel van sociale kritiek).

### Sociologie van de kritiek
Een derde thema in het werk van Boltanski is een analyse van kritiek, voornamelijk uiteengezet in De la critique (2009) en Enigmes et complots (2012).
Het boek De la critique is een product van een lezingenreeks in 2008, de Adornolezingen aan het Institut für Sozialforschung te Frankfurt am Main, op uitnodiging van Axel Honneth. Het is een theoretische uiteenzetting van de principes van Boltanski's pragmatisch sociologie van de kritiek. Boltanski reflecteert allereerst op de taak van kritische theorie. Nogmaals zet Boltanski hier zich af tegen de kritische sociologie van Bourdieu. Terwijl volgens de kritische sociologie de mensen die bestudeerd worden grotendeels onbewust zijn van hoe machtsrelaties hun handelen bepalen, stelt de sociologie van de kritiek juist dat mensen niet enkel bewust, maar ook realistisch zijn over de machtsrelaties waarmee ze worden geconfronteerd. De sociologie van de kritiek vertrekt dus van de erkenning van mensen als morele en reflexieve actoren die hun eigen handelen kunnen beoordelen volgens een reeks van morele principes. Desondanks probeert hij Bourdieu's werk wel te verzoenen met zijn eigen project zonder dat een ervan volledig moet worden opgegeven.
Een tweede lijn in de lezingen is de analyse van sociale instituties en kritiek, die volgens Boltanski juist samenhangen. De taak van sociale instituties is het sociaal handelen te stabiliseren, zodat mensen met de onzekerheid in hun levens kunnen omgaan. Hij introduceert daarvoor ook het onderscheid tussen wereld (monde) en realiteit (réalité). Terwijl de wereld verwijst naar alles wat feitelijk het geval is, verwijst de realiteit naar de sociale constructie de realiteit door mensen en hun instituten.
Kritiek daarentegen zorgt dan weer voor historische verandering, doordat het individuen en groepen in staat stelt hun wereld te hervormen in naam van een concreet moreel principe. Boltanski maakt dan ook een onderscheid tussen twee niveaus waarop mensen handelen. Enerzijds is er een alledaags niveau waarin mensen volgens een reeks regels handelen zonder dat er daar vaak expliciete reflectie op komt. Anderzijds is er een niveau waarop deze regels het expliciet onderwerp worden van discussie binnen een groep en waar de vraag naar rechtvaardiging dus door de actoren zelf over hun eigen praktijk wordt gesteld.
In het boek Enigmes et complots (2012) stelt Boltanski vervolgens de vraag hoe de historische oorsprong van kritiek binnen de sociale wetenschappen opgevat moet worden. Hij linkt de oorsprong van de sociale wetenschappen aan het einde van de 19e eeuw met drie andere verschijnselen: het ontstaan van de detective- en spionageroman, het ontstaan van de psychiatrische categorie van paranoia en het ontstaan van complottheorieën als problematiek. Volgens Boltanski is cruciaal in deze geschiedenis het ontstaan van de natiestaat in de 19e eeuw, waardoor ook een sociale realiteit tot stand kwam: het idee van een maatschappij met sociale wetmatigheden en patronen, die het gedrag van individuen en klassen zou bepalen. Samen met de natiestaat ontstaat dus het onderscheid tussen wereld en realiteit. Detectiveromans, paranoia, complottheorieën en de kritische taak van de sociale wetenschappen spelen volgens Boltanski elk op hun manier met dit onderscheid tussen schijn en (officiële) werkelijkheid.

### Andere werken
In La souffrance à distance (1993) analyseert Boltanski het fenomeen van 'lijden op afstand': de ervaring en de effecten van wanneer mensen worden geconfronteerd met lijden op een geografisch afgelegen situaties, bijvoorbeeld bij natuurrampen.
In La Condition fœtale (2004) gaat Boltanski dan weer in op de thematiek van abortus, wat dit boek misschien het meest controversiële boek van Boltanski maakt. Hij focust vooral op wat hij ziet als een centrale ambivalentie die ingebouwd lijkt binnen abortus als een sociale praktijk, namelijk dat we enerzijds menselijke individuen als uniek zien, maar anderzijds ook geconfronteerd worden met iets dat vervangbaar lijkt.